# 1827 en photographie
| Années de la photographie : 1824 - 1825 - 1826 - 1827 - 1828 - 1829 - 1830    |
| Décennies de la photographie : 1790 - 1800 - 1810 - 1820 - 1830 - 1840 - 1850 |

Cet article présente les faits marquants de l'année 1827 en photographie.

## Événements

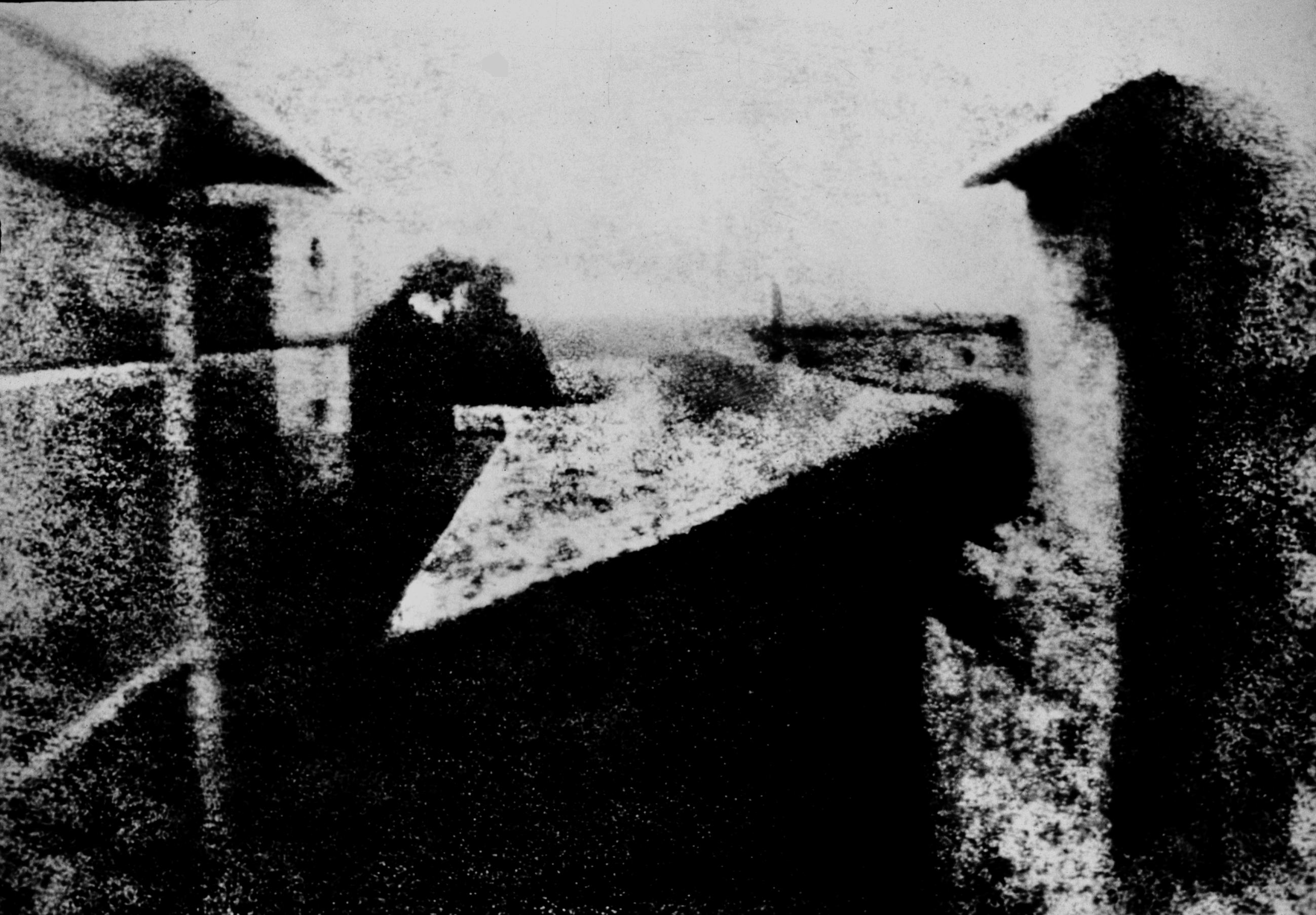
Point de vue du Gras.

- été : Nicéphore Niépce réalise à Saint-Loup-de-Varennes le premier cliché photographique réussi et connu : Point de vue du Gras, représentant une partie de la propriété de Niépce ; la date en a été discutée, entre 1826 et 1827[1],[2].
- 2 septembre : Nicéphore Niépce écrit dans une lettre à son fils Isidore : « Daguerre est parvenu à fixer sur sa substance chimique quelques-uns des rayons colorés du prisme ; il en a déjà réuni quatre, et il travaille à réunir les trois autres, afin d'avoir les s ept couleurs primitives »[3].

## Naissances
- 22 janvier : Élise L’Hérault dite Élise  L'Heureux, photographe canadienne active à Québéc, morte le 17 janvier 1896.
- 3 février : Olympe Aguado, photographe français, mort le 25 octobre 1894.
- 11 février : Paul-Émile Miot, officier de marine et photographe français, mort le 7 décembre 1900.
- 22 février : Ernest Candèze, médecin, entomologiste et photographe amateur belge, mort le 30 juin 1898.
- 13 juin : Alberto Henschel, photographe germano-brésilien, mort le 20 juin 1882.
- 17 juin : Giorgio Conrad, photographe suisse actif en Italie, mort le 7 janvier 1889.
- 19 août : Constant Alexandre Famin, photographe français, mort le 2 avril 1888.
- 14 septembre : Hermann Krone, professeur d'université et photographe allemand, mort le 17 septembre 1916.
- 15 septembre : Louis-Camille d'Olivier, photographe français, mort le 15 mars 1873.
- 15 octobre : Alphonse de Launay, photographe français, mort le 16 février 1906.
- 1er décembre : Amédée Denisse, inventeur et photographe français, mort le 11 mai 1905.
- 31 décembre : William Carrick, photographe écossais actif en Russie, né le 11 novembre 1878.
- Date précise non renseignée ou inconnue :
  - Paolo Lombardi, photographe italien, mort en 1890.
  - Shima Kakoku, photographe japonais, mort en 1870.
  - Giacomo Luzzatto, photographe italien, mort en 1888.
  - Joseph Tairraz, guide de montagne français, pionnier de la photographie de haute montagne, mort en 1902.